# Президентская премия ФИФА
Президентская премия ФИФА (англ. FIFA Presidential Award) — награда, ежегодно вручаемая ФИФА на своём гала-вечере. Впервые она была вручена в 2001 году президентом ФИФА Зеппом Блаттером. С тех пор вручается каждый год.
| Год  | Лауреат                       | Примечания |
| ---- | ----------------------------- | --- |
| 2001 | Марвин Ли                     | Награда была вручена бывшему капитану молодёжной сборной Тринидада и Тобаго, который был парализован в результате травмы, полученной им во время матча своей сборной в марте 2001 года. |
| 2002 | Парминдер Награ               | Была награждена за роль Джесс в фильме «Играй, как Бекхэм», в котором показана история девушки из семьи выходцев из Пенджаба, которая росла в Западном Лондоне, и её страсти к футболу, несмотря на сильное сопротивление родителей. |
| 2003 | Иракская федерация футбола    | Награждена за энергию и решительность в борьбе за развитие футбола в стране, несмотря на сложную обстановку в государстве. Федерация была представлена своим президентом Хуссейном Саеедом, тренером национальной сборной Берндом Штанге и капитаном команды Уссамом Фаузи.                                                                             |
| 2004 | Республика Гаити              | Награждена в знак признания за благотворительный матч между сборными Гаити и Бразилии, который прошёл 18 августа в столице республики Порт-о-Пренс, целью которого являлось сплочение людей и борьба с дискриминацией. |
| 2005 | Андерс Фриск                  | Награждён после преждевременного окончания карьеры футбольного рефери в марте 2005 года, причиной которому послужили угрозы в адрес его семьи после матча Лиги чемпионов сезона 2004/2005 годов между «Челси» и «Барселоной». |
| 2006 | Джачинто Факкетти             | Награждён посмертно (Джачинто умер от рака поджелудочной железы) в знак признания его успехов в работе с Интером, а также его роли как одного из основателей системы катеначчо. |
| 2007 | Пеле                          | Был награждён в честь 50-летия его дебюта на международном уровне, а также в знак признания его футбольных заслуг, а особенно вклада в популяризацию футбола. Также за использование своего титула «Короля футбола» в борьбе против социального неравенства, бедности и дискриминации. Также за титул посла таких организаций как ЮНЕСКО, ВОЗ и ЮНИСЕФ. |
| 2008 | Женская футбольная ассоциация | На церемонии Ассоциацию представляла Хизер О’Райлли, игрок сборной США. |
| 2009 | Рания Аль-Абдулла             | Награда была вручена королеве Иордании за её вклад в развитие программы «1ГОЛ: Образование для всех». |
| 2010 | Десмонд Туту                  | |
| 2011 | Алекс Фергюсон                | |
| 2012 | Франц Беккенбауэр             | |
| 2013 | Жак Рогге                     | [ 1 ] |
| 2014 | Хироси Кагава                 | |